# Лічбург (Пенсільванія)
Лічбург (англ. Leechburg) — місто (англ. borough) в США, в окрузі Армстронг штату Пенсільванія. Населення — 2149 осіб (2020).

## Географія
Лічбург розташований за координатами 40°37′50″ пн. ш. 79°36′8″ зх. д. / 40.63056° пн. ш. 79.60222° зх. д. (40.630442, -79.602156).  За даними Бюро перепису населення США в 2010 році місто мало площу 1,25 км², з яких 1,14 км² — суходіл та 0,11 км² — водойми.

## Демографія
Згідно з переписом 2010 року, у селищі мешкало 2156 осіб у 1012 домогосподарствах у складі 546 родин. Густота населення становила 1731 особа/км².  Було 1138 помешкань (914/км²).
Расовий склад населення:
| - 96,6 % — білих - 1,3 % — чорних або афроамериканців - 0,2 % — азіатів |

До двох чи більше рас належало 1,5 %. Частка іспаномовних становила 1,1 % від усіх жителів.
За віковим діапазоном населення розподілялося таким чином: 21,4 % — особи молодші 18 років, 60,7 % — особи у віці 18—64 років, 17,9 % — особи у віці 65 років та старші. Медіана віку мешканця становила 41,8 року. На 100 осіб жіночої статі у селищі припадало 88,5 чоловіків;  на 100 жінок у віці від 18 років та старших — 86,3 чоловіків також старших 18 років.
Середній дохід на одне домашнє господарство  становив 46 129 доларів США (медіана — 34 933), а середній дохід на одну сім'ю — 53 152 долари (медіана — 45 208). Медіана доходів становила 38 971 долар для чоловіків та 27 279 доларів для жінок. За межею бідності перебувало 22,2 % осіб, у тому числі 55,6 % дітей у віці до 18 років та 7,2 % осіб у віці 65 років та старших.
Цивільне працевлаштоване населення становило 817 осіб. Основні галузі зайнятості: виробництво — 22,8 %, освіта, охорона здоров'я та соціальна допомога — 20,1 %, роздрібна торгівля — 16,2 %.